# Kvantitet
 Der er for få eller ingen kildehenvisninger i denne artikel, hvilket er et problem. Du kan hjælpe ved at angive troværdige kilder til de påstande, som fremføres i artiklen.

Kvantitet angives i mængder, størrelser, længder, mål og vægt. Det er derfor naturligt, at kvantitative data ofte vil etableres gennem præcise informationer om undersøgelsens enheder, eller med et andet udtryk ved eksakte målinger. Men ikke alle eksakte målinger er kvantitative, fx falder mange af de informationer, som indgår i en eksakt måling af befolkningens opfattelse af politiske aktiviteter, uden for en ren kvantitativ registrering. Det er derfor nødvendigt indføre et formidlende begreb, registrerede aktiviteter. Disse kan både kan indeholde oplysninger om kvantitet og kvalitet.
Et simpelt eksempel kan understrege denne pointe. Et træ registreres med henblik på salg. Det er opskåret i forskellige stykker med præcise mål på de enkelte stykkers længde, bredde, tykkelse og vægt. Registreringen af de enkelte stykker er en kvantitativ, eksakt måling.
Det kan skabe forvirring i begreberne, at nogle fremstillinger benytter betegnelser som kvantitative og kvalitative data. Det skal understreges, at kvantitative data er måling af størrelser og kvalitative data er registrering af egenskaber. Denne sondring må ikke forveksles med begreberne målelige og umålelige variable. Det er således umuligt at måle universet, som er en kvantitativ registrering, men det er muligt at måle forskelle i lydbilleder, som er en kvalitativ registrering.
Der findes nogle principper for videnskabelige analyser, som inddrager begrebet kvantitativ metode. Ud fra disse principper kan fagfolk vurdere, om en publiceret undersøgelse er tilstrækkelig valid til at opnå godkendelse som troværdig forskning.